# 寝祭り
寝祭り（ねまつり）は愛知県田原市神戸町にある神戸大宮神明社と久丸神社の二社によって旧正月の頃に行われる祭事（神事）である。
祭りの様子を目にすることは禁忌とされ、祭りが近づくと周辺の道路などには祭事中には通行を控えるように通達する掲示がされ、当日は神社周辺からは人影が消える。

## 概要
旧正月の三が日を除いた最初の申の日と酉の日（1月末から2月頃）に行われる祭りである。
久丸神社の神主らが同地区にある神戸大宮神明社（以下、神明社）との間を二日かけて往復するが、その姿を目にすると様々な災厄があるとされる。
地元の人でさえもその祭りを直接目にしたことはなく、現在でも寝祭りが近づくと付近には「通行をご遠慮下さい」という立て札が掛けられ、祭り当日には神社境内や周辺から人影が消える。
この様子があたかも住人たちが寝ているようであることから寝祭りと呼ばれるようになったと考えられている。
神事を見てしまうと「見ると目が見えなくなる」「たたりがある」という話は現代でも伝えられており、かつては祭りの日は太鼓を叩いて村中に知らせたほか、小学校は半日で帰らされたり、あるいは逆に行列が終わるまで学校に足止めされたという。
また、寝祭りを見たために災厄があったという話が、昭和の頃に村人が直接見聞きした話として記録されている。
例えば神主の友人である小学校の校長が神主を訪ねて神社に行ったところ脳を患ってしまい、一年ほど休職して回復したという話や、
1929年（昭和四年）頃に寝祭りの当日に製糸工場の煙突を建築していた若者が神主を見下ろし、神罰がないことを嘲ったところ翌日転落死した話、
1930年（昭和三年）頃事情を知らなかった朝鮮の人が寝祭りの最中に洗濯をしており祭事を目にした後、発熱したためお祓いをしてもらい回復したという話などがある。
祭りの発祥やその由来は謎に包まれているが、知られる限り最も古い記録は1707年に成立した『三河雀』である。
『三河雀』には「正月初の申酉の日、久丸と云祭有、氏子七ヶ郷戸を閉て出ず」とあり、現代に続く寝祭りの基本的な特徴がこの時点で生まれていたことが読み取れる 。
また1712年に成立した『和漢三才図会』には『三河雀』と同様の記述とともにその由来が既に失われていることが記されており、その始まりは元禄時代よりも更に遡ることがうかがえる
民俗学者の柳田國男はこの祭りを「居籠り中心の祭り」のひとつとして分類している。
2024年には、画面越しで見るには問題ないという判断でその様子が初めて撮影され、またテレビ放送された。

## 祭事の流れ
祭事は時代とともに変遷しており、現代の様子と古い記録の描写は異なる。江戸時代の頃の記述によれば、おおよそ次のように行われた。
旧正月の最初の巳・午・未の日の三日間、神明社と久丸神社の両神主は互いに出会わないように時間をずらして神戸町谷の口の海岸に行き、体を海水で清める。
これを垢離掻（読みはこりかき、あるいはこりかけ）と呼ぶ。
申の日に久丸神社の神主は釜を背負った釜背負（）とともに百々村（）の神竈穴（）（現在の田原市六連町にある神ノ釜神社）へ行き、背負ってきた釜で斎火を焚いて神竈穴祭（）をしてそこで一夜を明かす。
その翌日の酉の日は久丸神社の神主は申の刻に神明社へ行き、神明社の神主と神酒を酌み交わして別れる。
神主が申の日に神竈穴へ行く様子（申の刻～黄昏時）と、酉の日に神明社へ帰る様子（午の刻～黄昏時）を見ると罰があたるとされた。
その時間は村人は火を消し、戸を閉じて外出しなかったという。
しかしながら現代ではこれらの江戸時代の記述とは異なった形で行われている 。
久丸神社の神主や羽織はかまの宮総代らは、旧正月の三が日を除いた最初の申の日に久丸神社に集まり開式の辞等が行われる。
その後十名前後で御遷幸行列を作り、箱の中に納められた御神体（御分霊）を神主が抱えて久丸神社から神明社へと向かう。
なお、久丸明神から神明社までは約六百メートルしかないが、この距離を三、四十分かけてゆっくり歩いてゆく。

神明社へ到着後、御遷行報告祭という神事が行われ、御神体は神明社に奉祀したままで祭礼関係者は久丸神社へと戻り、遷幸報告の神事を行う。
翌日酉の日に神明社にて還行神事を行い、行列を組んで久丸神社へと還行し、久丸神社によって還幸祭が営まれる。
翌日戌の日の午前八時、神ノ釜神社にて神事を行い、午後十時から寝祭りが滞りなく行えたことを報告する寝祭明（）とも呼ばれる報告祭が行われる。
神主の移動経路が江戸時代の頃の記述とは異なっているが、神明社と久丸神社を御神体が往復する行列を目にすると祟りがあるとされるため、誤って行列を見た者が許しをこう謝罪祭が報告祭とともに行われる。
現代のやり方に変化した時期はわかっていないが、明治維新以後に旧習打破の風潮にあてられて祭事が簡略化されたが、祭事を見たものが死亡する事件があり、再度厳重に行われるようになったという記録がある。
1950年ごろには垢離掻は行われなくなり、神竈穴祭はかつてのようには行われなくなっていた。
なお、現在旧正月三が日に申の日があっても祭礼を行わない、すなわち巳の日を迎えてからでなければ祭礼を行わないのは災いが起こるからといわれているが、これは巳の日から行われる垢離掻から始まる祭礼だった名残りだと考えられている

## 小塩津の寝祭り
現在では行われていないが、同市小塩津町にある日吉神社でも寝祭りが行われていた。
小塩津の寝祭りでは、神主が神社前から前浜（遠州灘）まで行き海中で禊をする。
村人はそのときの神主に会うことを忌み、神社から前浜への道より東に住む者は「西をむくな、馬も啼かすな」、西に住む者は「東をむくな、馬も啼かすな」といって門戸を閉じて神事が終わるのを待った。
この祭りは明治元年ごろに行われなくなったという。

## 祭りの起源
祭りの起源に関しては諸説あり、定説と呼ばれるものはない。祭事を見てはいけない理由としては次のような説がある。
1. 祭神は敗戦し逃げてきた南朝系の皇子、久丸王であり、北朝を憚って隠れていたため[22][25]
2. 神様（久丸王とされる場合もある）が外見を損なうような病気であり、見られるのを嫌ったため[22][25]
3. 「久丸」は「ヒオサマル」が語源であり、寝祭りは鎮火祭が変化したものであるため[26][25]
4. 禰宜が神様から拝領した袞龍（）の御衣を着て祭典を行っており、その衣の御威光で目が潰れてしまうため[27][22]

久丸王あるいは単に南朝皇子を起源とする説は、渥美半島の各地だけでなく、三河・遠州地方に広く存在する南朝伝説に基づくものである。
たとえばかつて寝祭りが行われた同市小塩津町では、南北朝時代に南朝王子が浜へ流れ着き、正福寺に入り、その後同市江比間町を経て神戸に向かったという伝承がある。
正福寺の山号が「入王山」であるのはこのためであるとされる。
また久丸王が田原市豊島町前田に上陸され、丘に立って四方を眺めたところを物見塚といい、上陸したところを船戸とよぶようになったという話や、同市六連町の神の釜はその久丸様がとどまった場所とされる伝承も伝えられている。
一方鎮火祭を起源とする説は、かつて渥美半島が窯業が盛んであったという史実を根拠とする説である。
渥美半島はかつて伊勢神宮領であり、この地方で焼かれた祭器が伊勢神宮へ納められていた。
著名な窯跡としては大アラコ古窯跡をはじめとして、伊良湖東大寺瓦窯跡や皿焼古窯跡群などがあるほか、神ノ釜神社から直線距離で約1kmの場所には百々陶器窯跡がある。
神ノ釜も神ノ釜古窯跡と呼ばれる窯跡であり、山茶碗や小皿が多く出土していたほか、大甕・壺の破片、布目瓦の平瓦、軒平瓦が見つかっている。
ここにはかつて窯の跡とみられる洞窟があり、かつての神竈穴祭ではここで背負ってきた釜を使って斎火を焚いていたことから、火鎮めの祭りが起源であると推測するものである。
南朝研究者である藤原石山は『渥美神戸久丸神社寝祭り考』において、伝承に伝わる久丸王を興良親王の皇子である松良親王（後醍醐天皇の曾孫にあたる）であると推定し、
寝祭りは遺臣の楠氏が親王の御衣を着けて神明社へ参拝の儀を行ったことが起源であるとした。
現在の状態へと変化したのは水神信仰や田の神信仰が変化した庚申信仰と、かまどまつりなどが融合したためだろうと推測している。